# 扇叶桦
扇叶桦（学名：Betula middendorfii）为桦木科桦木属的植物。分布于远东地区、西伯利亚以及中国大陆的黑龙江等地，生长于海拔1,000米的地区，常生长在林下，目前尚未由人工引种栽培。

## 别名
小叶桦（东北木本植物图志）